# 劉天授
劉天授（1503年—1570年），字可全，號又洲、沙溪，江西吉安府萬安縣人，明朝政治人物。

## 生平
治《易經》，由國子生中式嘉靖七年（1528年）戊子科江西鄉試第四十二名舉人，年三十歲中式嘉靖十一年壬辰科（1532年）會試中式第一百十二名，第三甲第八十七名進士。觀禮部政，嘉靖十二年（1533年）任福建龍溪縣知縣。任內興建學校，修撰縣志，百廢待興。升刑部山東司主事，歷員外郎，郎中，以朝謁遲到誤期，降徽州府推官，視篆休寧，升通判，陞南京吏部主事，历郎中，出为承天府知府，升湖廣按察司副使，備兵辰沅。丁母憂歸，服除，復除山東副使，備兵徐淮，三十四年十二月以御倭功升俸一级，陞浙江參政，晋福建按察使，四十一年正月考察调用。升浙江右布政使，調廣西右布政使，陞左布政使。丁父憂歸，嘉靖四十三年（1564年）二月以老疾致仕。

## 事跡
嘉靖十四年（1535年）龍溪知縣任內，於南面城墙西隅龙文山上建龙文塔。塔後廢，清雍正間重建，至今尚存。

## 著作
- 嘉靖《龍溪縣志》，八卷，劉天授修，林魁、李愷纂，嘉靖十四年刻本。

## 家族
曾祖劉善慶，荆门州知州、刑部員外郎；祖劉暹（1454年-1537年），字景暉，號耕隐；父劉杞，號石津，封文林郎龙溪知县；母郭氏。重慶下，妻周氏，行二，兄天球，弟天職；天簡。
子汝徠、汝循、汝衍、汝從。